# Женские батальоны смерти

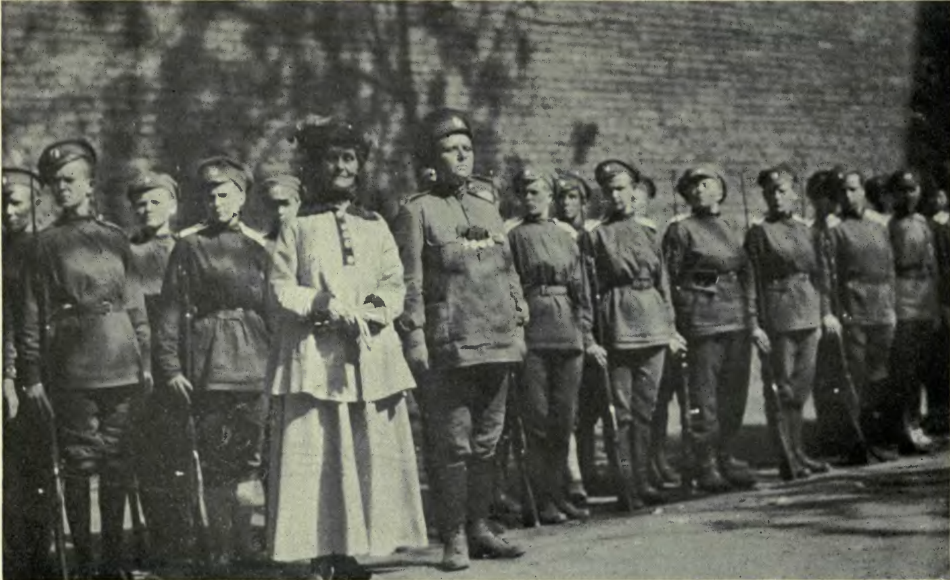
Мария Бочкарёва, Эммелин Панкхёрст и солдаты Женского батальона

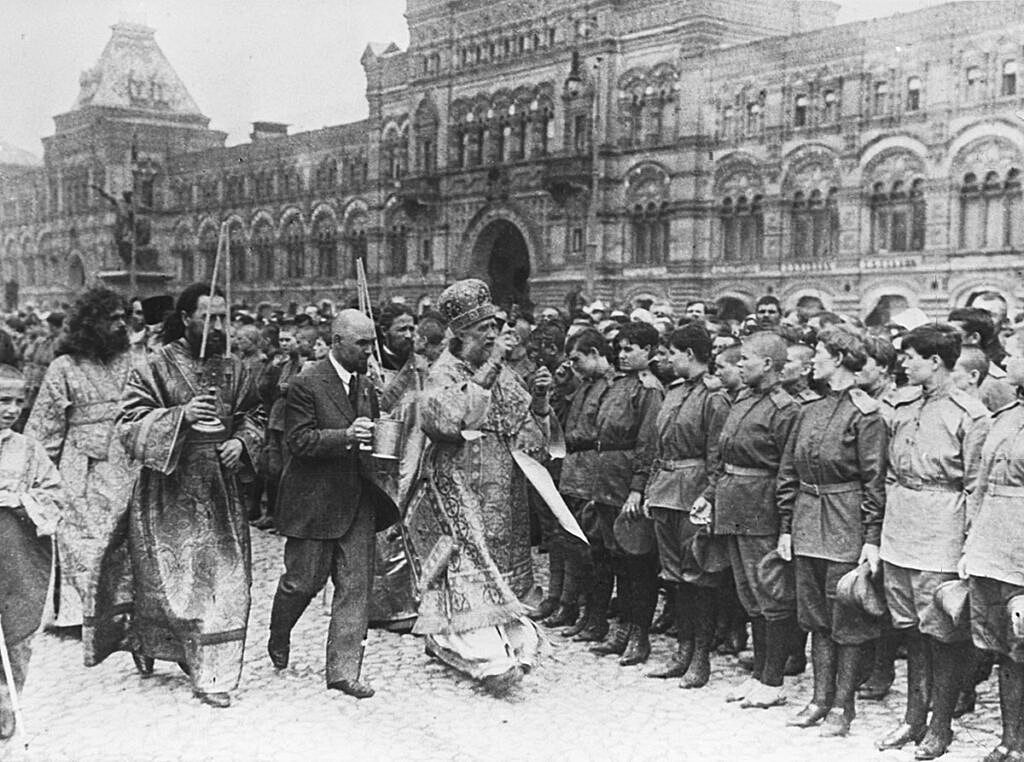
Митрополит Московский Тихон благословляет 2-й Московский женский ударный батальон июль 1917 год, праздник Георгиевских кавалеров, Москва, Красная площадь (фото из журнала Искра)

Женские батальоны — военные формирования (ударных женских «батальонов смерти»), состоявшие исключительно из женщин, созданные Временным правительством, главным образом с пропагандистской целью — поднять патриотический настрой в армии и устыдить собственным примером солдат-мужчин, отказывавшихся воевать.
Несмотря на это, Женские батальоны ограниченно участвовали в боевых действиях Первой мировой войны. Одним из инициаторов их создания была Мария Бочкарёва.

## История возникновения

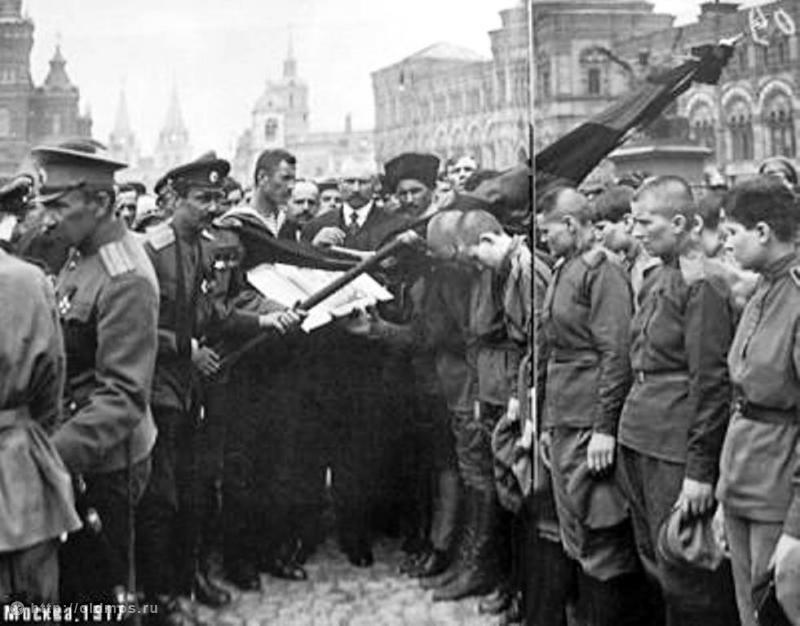
Проводы 2-го Московского женского батальона смерти в Москве. Лето 1917 г.

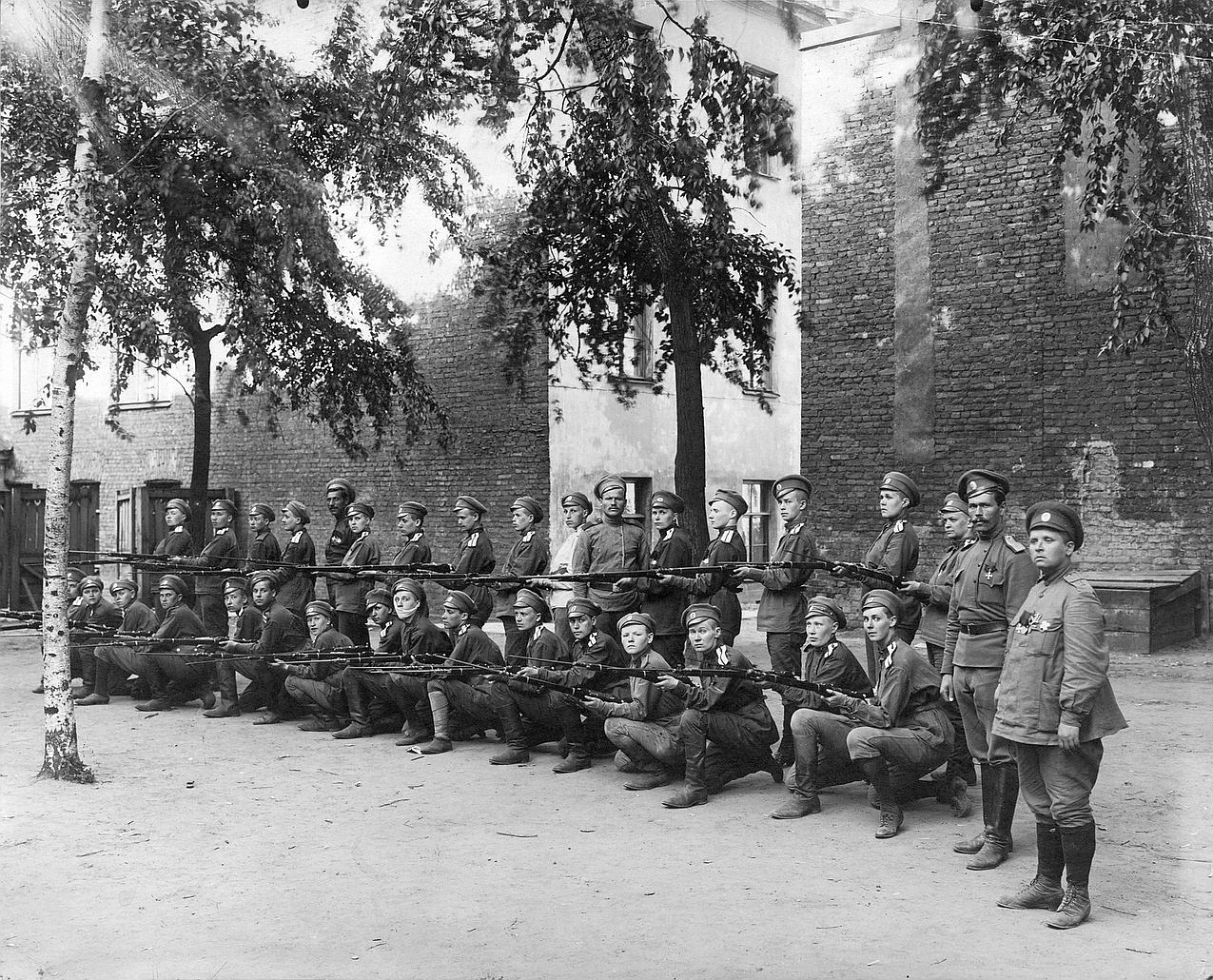
Женский батальон смерти. Петроград, июнь 1917

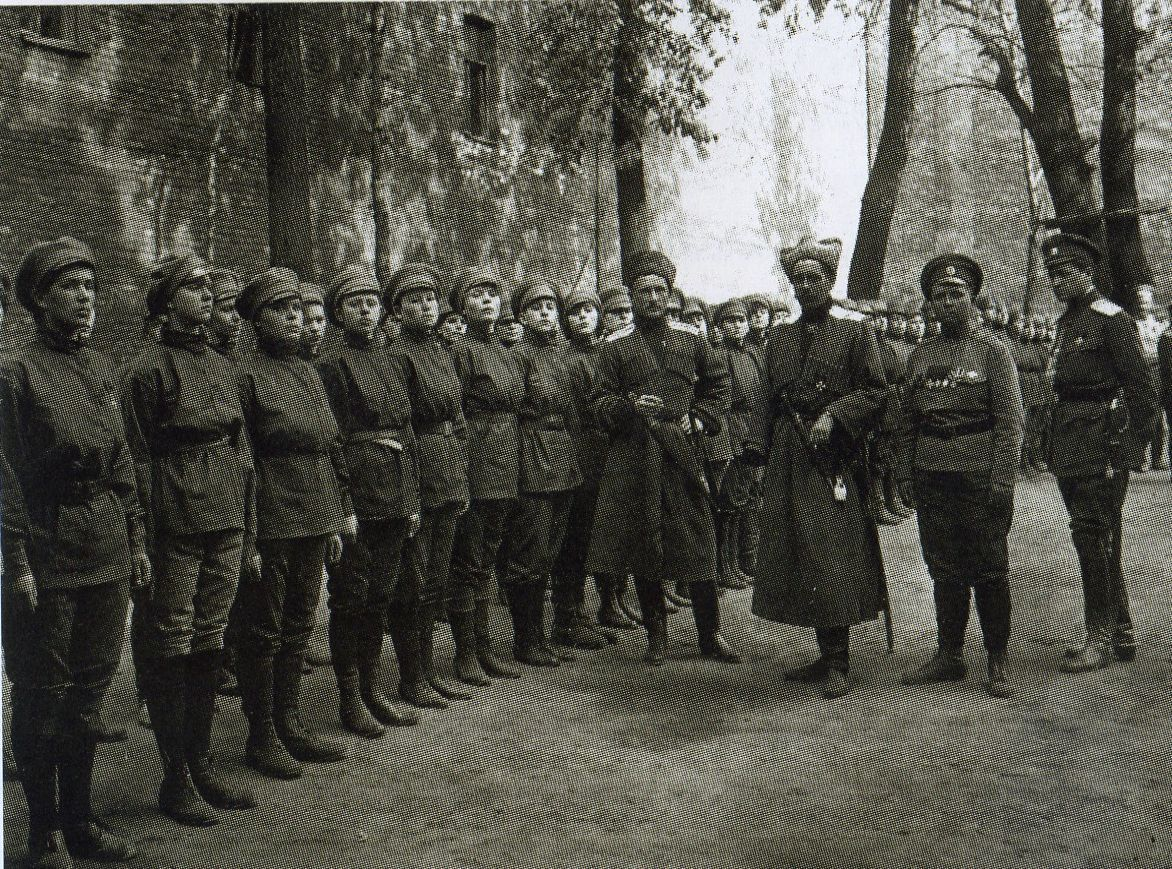
Командующий Петроградским военным округом генерал П. А. Половцов проводит смотр 1-го Петроградского женского батальона смерти

Старший унтер-офицер М. Л. Бочкарёва, находившаяся на фронте с Высочайшего разрешения (так как женщин было запрещено направлять в части действующей армии) с 1914 года, к 1917 году благодаря проявленному героизму стала знаменитой личностью. М. В. Родзянко, приехавший в апреле с агитационной поездкой на Западный фронт, где служила М. Л. Бочкарёва, специально попросил о встрече с ней и забрал её с собой в Петроград для агитации за «войну до победного конца» в войсках Петроградского гарнизона и среди делегатов съезда солдатских депутатов Петросовета. В выступлении перед делегатами съезда Бочкарёва впервые высказалась о создании ударных женских «батальонов смерти». После этого её пригласили представить своё предложение на заседании Временного правительства.

Мне сказали, что моя идея великолепная, но нужно доложить Верховному Главнокомандующему Брусилову и посоветоваться с ним. Я вместе с Родзянко поехала в Ставку Брусилова… Брусилов в кабинете мне говорил, что надеетесь ли вы на женщин и что формирование женского батальона является первым в мире. Не могут ли женщины осрамить Россию? Я Брусилову сказала, что я сама в женщинах не уверена, но если вы дадите мне полное полномочие, то я ручаюсь, что мой батальон не осрамит России… Брусилов мне сказал, что он мне верит и будет всячески стараться помогать в деле формирования женского добровольческого батальона.— М. Л. Бочкарёва
21 июня 1917 года на площади у Исаакиевского собора состоялась торжественная церемония вручения новой воинской части боевого знамени с надписью «Первая женская военная команда смерти Марии Бочкарёвой». Военный совет 29 июня утвердил положение «О формировании воинских частей из женщин-добровольцев».

Керенский слушал с явным нетерпением. Было очевидно, что он уже принял решение по этому делу. Сомневался лишь в одном: смогу ли я сохранить в этом батальоне высокий моральный дух и нравственность. Керенский сказал, что разрешит мне начать формирование немедленно <…> Когда Керенский провожал меня до дверей, взгляд его остановился на генерале Половцеве. Он попросил его оказать мне любую необходимую помощь. Я чуть не задохнулась от счастья.— М. Л. Бочкарёва

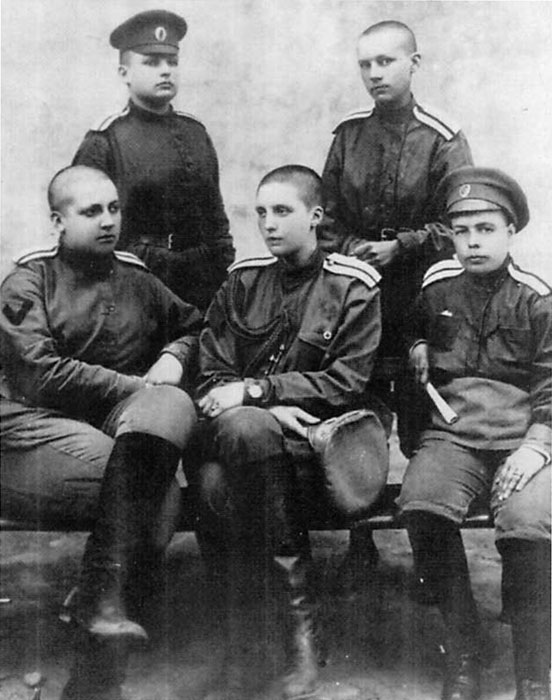
Руководящий состав воинского формирования. Лето 1917. На фото М. Бочкарева сидит крайняя слева.

В ряды «ударниц» записывались прежде всего женщины-военнослужащие из фронтовых частей (в Русской императорской армии было небольшое число женщин-военнослужащих, нахождение в армии каждой из которых утверждалось Высочайшим разрешением, среди них были даже георгиевские кавалеры), но также и женщины из гражданского общества — дворянки, курсистки, учительницы, работницы. Большой была доля солдаток и казачек:38. В батальоне Бочкарёвой были представлены как девушки из знаменитых дворянских родов России, так и простые крестьянки и прислуга. Адъютантом Бочкарёвой служила Мария Скрыдлова — дочь адмирала Н. И. Скрыдлова. По национальности женщины-добровольцы были в основном русскими, но среди них встречались и эстонки, латышки, еврейки, англичанка. Численность женских формирований колебалась от 250 до 1500 человек.
Появление отряда Бочкарёвой послужило импульсом к формированию женских отрядов в других городах страны (Киев, Минск, Полтава, Харьков, Симбирск, Вятка, Смоленск, Иркутск, Баку, Одесса, Мариуполь), но из-за усиливавшихся процессов разрушения российского государства создание этих женских ударных частей так и не было завершено.
Официально на октябрь 1917 года числились: 1-й Петроградский женский Батальон смерти, 2-й Московский женский Батальон смерти, 3-й Кубанский женский ударный батальон (пехотные); Морская женская команда (Ораниенбаум); Кавалерийский 1-й Петроградский батальон Женского военного союза; Минская отдельная караульная дружина из женщин-доброволиц. На фронте побывали первые три батальона, в боевых действиях участвовал только 1-й батальон Бочкарёвой.

## Участие в боях Первой мировой войны

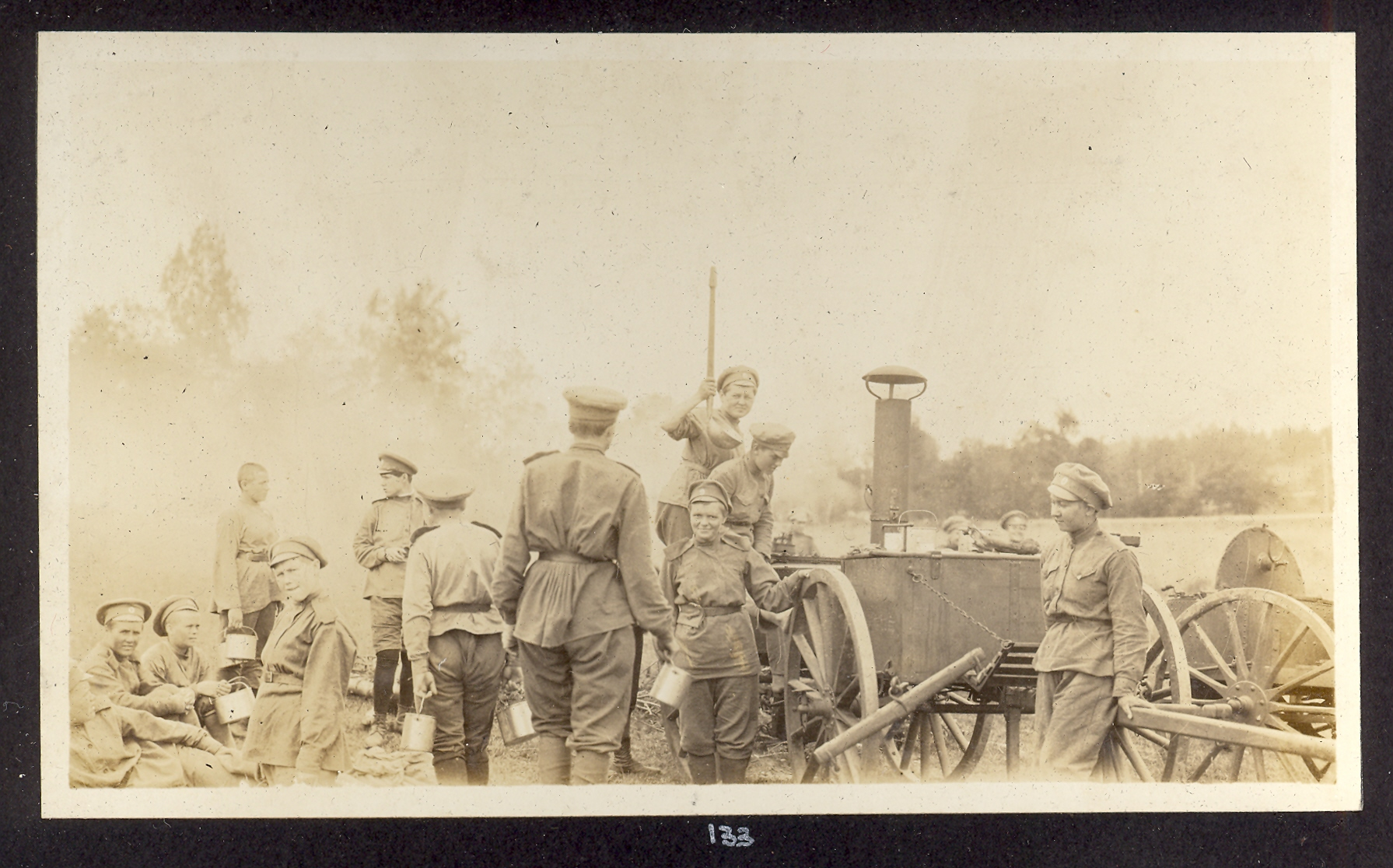
Ударницы на учениях в летнем лагере. Полевая кухня

27 июня 1917 года «батальон смерти» в составе двухсот человек прибыл в действующую армию — в тыловые части 1-го Сибирского армейского корпуса 10-й армии Западного фронта в район Новоспасского леса, севернее города Молодечно, что под Сморгонью.
9 июля 1917 года по планам Ставки Западный фронт должен был перейти в наступление. 7 июля 1917 года 525-му Кюрюк-Дарьинскому пехотному полку 132-й пехотной дивизии, в состав которого входили ударницы, поступил приказ занять позиции на фронте у местечка Крево. «Батальон смерти» находился на правом фланге полка. 8 июля 1917 года он впервые вступил в бой, так как противник, зная о планах русского командования, нанёс упреждающий удар и вклинился в расположение русских войск. За три дня полк отразил 14 атак германских войск. Несколько раз батальон поднимался в контратаки и выбил германцев из занятых накануне русских позиций. Вот что написал полковник В. И. Закржевский в своём рапорте о действиях «батальона смерти»: 

Отряд Бочкарёвой вёл себя в бою геройски, всё время в передовой линии, неся службу наравне с солдатами. При атаке немцев по своему почину бросился как один в контратаку; подносили патроны, ходили в секреты, а некоторые в разведку; своей работой команда смерти подавала пример храбрости, мужества и спокойствия, поднимала дух солдат и доказала, что каждая из этих женщин-героев достойна звания воина русской революционной армии.
По свидетельству самой Бочкарёвой, из 170 человек, участвовавших в боевых действиях, батальон потерял до 30 человек убитыми и до 70 ранеными. Мария Бочкарёва, сама раненная в этом бою в пятый раз, провела полтора месяца в госпитале и была произведена в чин подпоручика.
Такие тяжёлые потери среди женщин-добровольцев имели и иные последствия для женских батальонов — 14 августа новый Главковерх генерал Л. Г. Корнилов своим приказом запретил создание новых женских «батальонов смерти» для боевого применения, а уже созданные части предписывалось использовать только на вспомогательных участках (охранные функции, связь, санитарные организации). Это привело к тому, что многие женщины-добровольцы, желавшие сражаться за Россию с оружием в руках, написали заявления с просьбой уволить их из «частей смерти».

## Защита Временного правительства

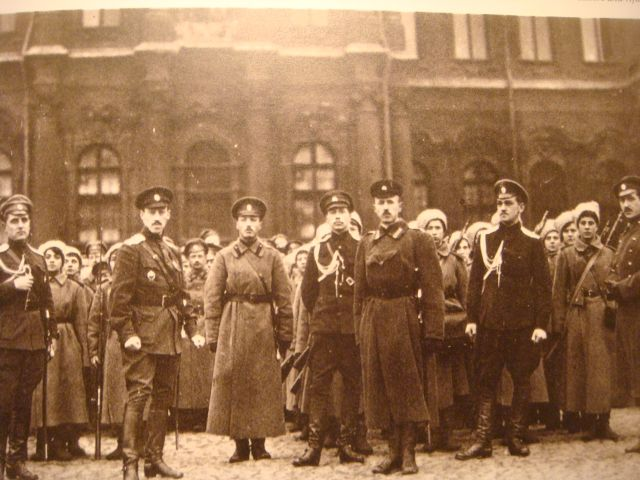
На площади перед Зимним дворцом

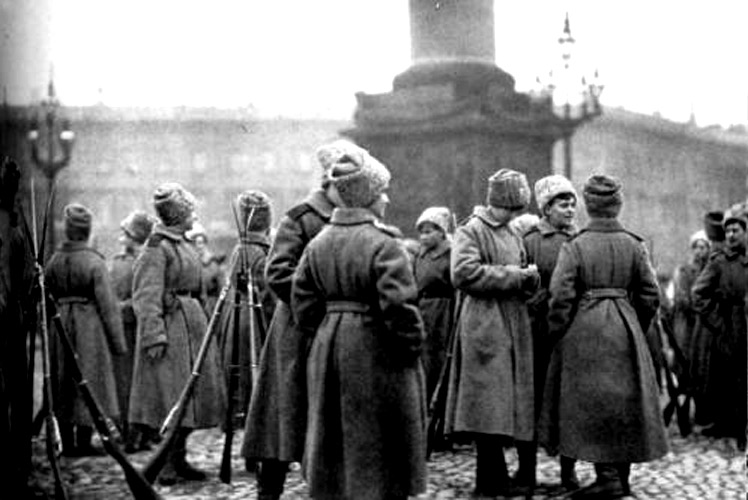
Ударницы на площади перед Зимним дворцом

Один из женских батальонов смерти (1-й Петроградский, под командованием лейб-гвардии Кексгольмского полка:39 штабс-капитана А. В. Лоскова) в октябре 1917 г. вместе с юнкерами и другими частями, верными присяге, принимал участие в защите Зимнего дворца, в котором располагалось Временное правительство.
25 октября (7 ноября) батальон (4 роты, пулемётная команда, команда саперов, разведчиков и связистов - почти 900 ударниц при 4 пулемётах), расквартированный в районе станции Левашово Финляндской железной дороги, должен был отправиться на Румынский фронт (по планам командования предполагалось каждый из сформированных женских батальонов отправить на фронт для поднятия морального духа воинов-мужчин — по одному на каждый из четырёх фронтов Восточного фронта). Но 24 октября (6 ноября) командир батальона штабс-капитан Лосков получил приказание отправить батальон в Петроград «на парад» (на самом деле - для охраны Временного правительства). Лосков, узнав о реальной задаче и не желая втягивать подчинённых в политическое противостояние, вывел весь батальон из Петрограда обратно в Левашово, за исключением 2-й роты (137 человек). Эта рота была оставлена штабом Петроградского военного округа под предлогом доставки бензина с завода Нобеля. Командир этой роты Сомов, сославшись на болезнь, остался дома, ротой командовал поручик Подременцев.
Штаб Петроградского военного округа попытался с помощью двух взводов ударниц и частей юнкеров обеспечить разводку Николаевского, Дворцового и Литейного мостов, но перешедшие на сторону Советов матросы сорвали эту задачу.
Рота заняла оборону на первом этаже Зимнего дворца на участке справа от главных ворот до Миллионной улицы. Ночью, в ходе штурма дворца, рота сдалась, была разоружена и уведена в казармы Павловского, затем Гренадерского полка, где с некоторыми ударницами «обращались дурно» — как установила специально созданная комиссия Петроградской городской думы, три ударницы были изнасилованы (хотя, возможно, не многие отважились признаться в этом), одна покончила с собой. Девушка не выдержала известия, что батальон подлежит роспуску, будучи в тяжелой жизненной ситуации, находясь в состоянии тяжелого стресса, застрелилась на посту, она была жительницей Парголова, осталась мать, с которой у неё были тяжелые взаимоотношения, об этом написала её сослуживица — Мария Бочарникова.
26 октября (8 ноября) рота была отправлена на место прежней дислокации в Левашово. По воспоминаниям старшего унтер-офицера 1-й Петроградского женского батальона смерти — Марии Бочарниковой, написанным в конце 1950-х годов, никакого насилия непосредственно во время большевистского переворота не было. Наоборот, во время пребывания в казармах Гренадерского полка их накормили, отнеслись очень сочувственно и тепло. Также эти сведения Мария описала в переписке с эмигрантом Л. Ф. Зуровым, который писал книгу о революции и гражданской войне, но, к сожалению, не окончил.
Насилию подверглись некоторые ударницы, когда возвращались по домам в конце 1917 — начале 1918 гг. после расформирования батальона большевистскими властями, частным образом. Это стало известно позднее из писем близких и самих непосредственных жертв. Девушки разъезжались по России, на железных дорогах становились объектами издевательств, убийств и изнасилований.
Первая морская женская команда, август 1917, фото Якова Штейнберга

## Отношение к женским батальонам

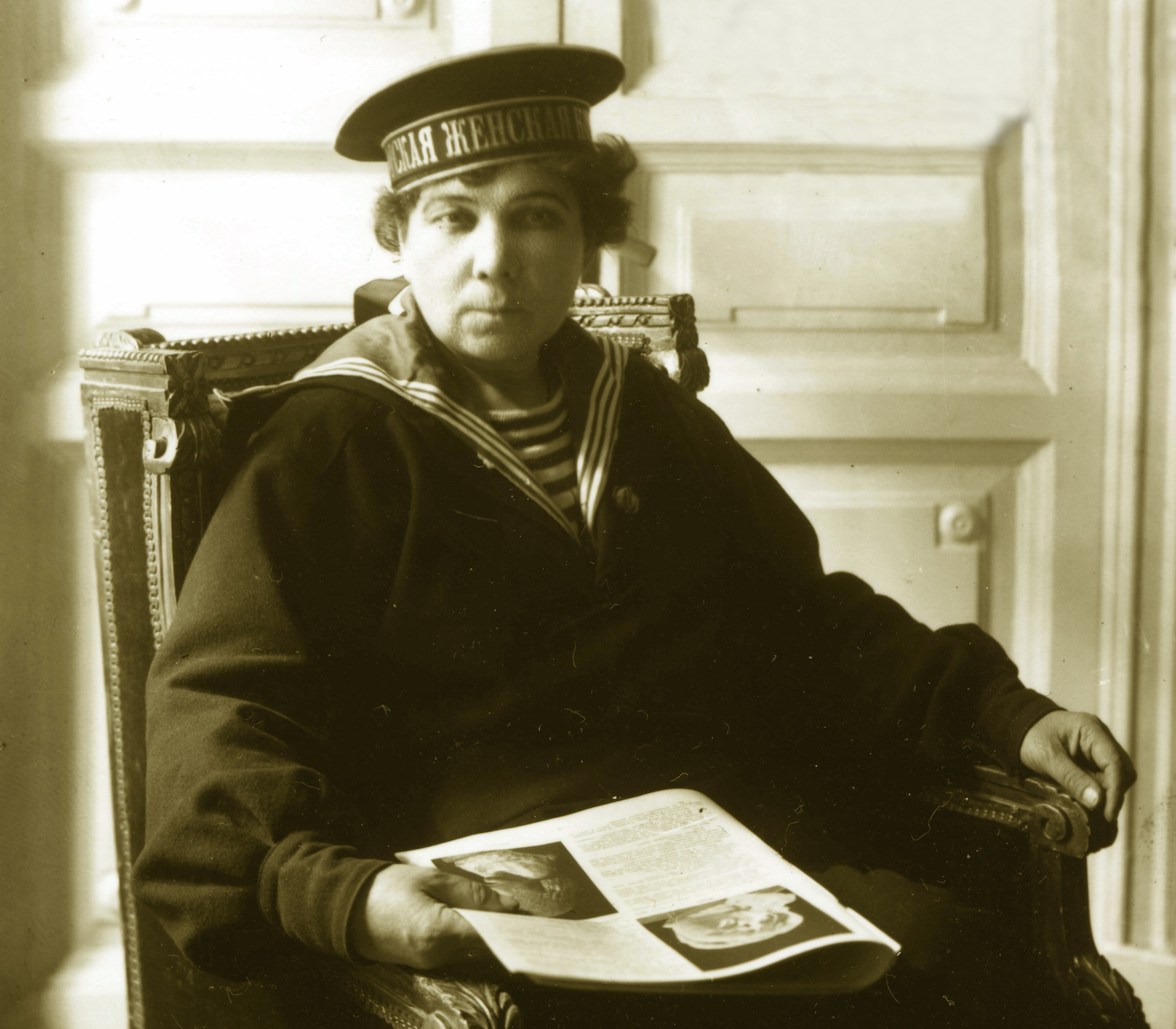
Евдокия Скворцова, матрос Первой морской женской команды, представитель командного комитета, потомственная дворянка, до поступления во флот — учительница

Как писала российский историк С. А. Солнцева, солдатская масса и Советы приняли «женские батальоны смерти» (впрочем, как и все прочие ударные части) «в штыки». Фронтовики ударниц иначе как «проститутками» не называли. Петроградский Совет в начале июля выступил с требованием расформировать все «женские батальоны» как «непригодные для несения армейской службы» — к тому же, формирование таких батальонов было расценено Петросоветом как «скрытный манёвр буржуазии, желающей вести войну до победного конца».

Воздадим должное памяти храбрых. Но… не место женщине на полях смерти, где царит ужас, где кровь, грязь и лишения, где ожесточаются сердца и страшно грубеют нравы. Есть много путей общественного и государственного служения, гораздо более соответствующих призванию женщины. — Деникин Антон Иванович Очерки русской смуты. Глава XXIX. Суррогаты армии: «революционные», женские батальоны и т. д.

## Ликвидация женских батальонов смерти
После Октябрьской революции ленинский СНК, искавший заключения мира с Германией на «любых условиях», начал ликвидацию остатков Русской императорской армии и распустил все «ударные части». Женские ударные формирования были расформированы ещё 30 ноября 1917 года Военным советом ещё старого Военного министерства. Незадолго до этого, 19 ноября, был издан приказ о производстве женщин-военнослужащих добровольческих частей в офицеры за боевые заслуги. Тем не менее, многие доброволицы оставались в своих частях до января 1918 года и далее. Некоторые из них перебрались на Дон и приняли участие в борьбе с большевизмом в рядах Белого движения. Самой последней из существовавших ударных частей стал 3-й Кубанский женский ударный батальон, расквартированный в Екатеринодаре — он был расформирован только 26 февраля 1918 г. по причине отказа штаба Кавказского военного округа в его дальнейшем снабжении. 

## Форма и внешний вид

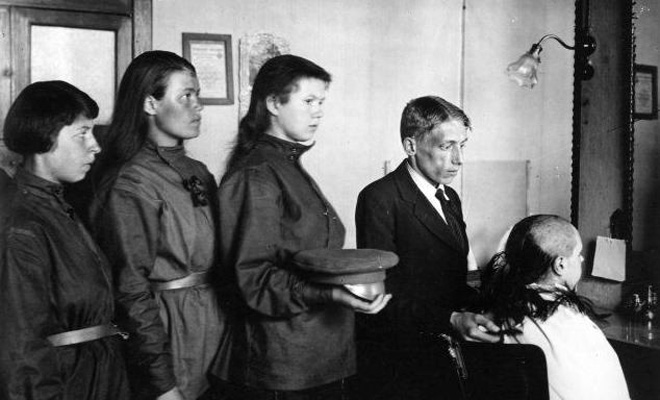
Женские батальоны смерти. Июнь 1917 — ноябрь 1918. В парикмахерской. Стрижка наголо. Фото. Лето 1917

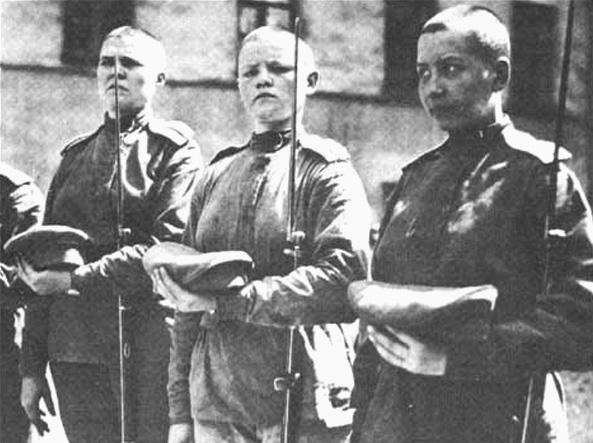
Женские батальоны смерти. Июнь 1917 — ноябрь 1918. В строю. Фото. Лето 1917

Солдаты Женского батальона Бочкарёвой носили на нарукавных нашивках символ «Адамовой головы». Женщины проходили медкомиссию и стриглись почти наголо.

## В культуре
- 23 июля 2017 г., в день столетия боевого крещения женского батальона, в белорусской деревне Новоспасск Сморгонского района Гродненской области состоялась закладка памятной доски на месте установки будущего памятника женщинам-ударницам[17][18].
- В компьютерной игре Battlefield 1 все разведчики Российской Империи и Белой армии представлены участницами батальона.

## В литературе
- Роман Бориса Солоневича, написанный по черновикам Нины Крыловой, проходившей службу в женском батальоне смерти Марии Бочкарёвой — «Женщина с винтовкой» (1955).
- Книга серии «Смерть на брудершафт» Бориса Акунина  — «Батальон ангелов» (2011).

## В кино
- Сериал «Адмиралъ» (2008, фильм 4 «Тьма»)
- В сериале «Убить дрозда» (2012) женский карательный батальон попытался расстрелять главных героев фильма.
- Российский художественный фильм «Батальонъ» (премьера состоялась 20 февраля 2015 года)